# Кормі (футбольний клуб)
ФК «Кормі» (мальт. Qormi Football Club) — мальтійський футбольний клуб з однойменного міста, заснований у 1961 році. Виступає у Першій лізі. Сезон чемпіонату Мальти 2015—2016 років виступав у Прем'єр-лізі. Домашні матчі приймає на стадіоні «Кормі Граунд», потужністю 1 000 глядачів.